# Saint-Ouen-le-Mauger

Saint-Ouen-le-Mauger este o comună în departamentul Seine-Maritime, Franța. În 1 ianuarie 2022 avea o populație de 277 de locuitori.